# کازوکی فوجیموتو
کازوکی فوجیموتو (ژاپنی: 藤本 一輝؛ زادهٔ ۲۹ ژوئیهٔ ۱۹۹۸) یک بازیکن فوتبال اهل ژاپن است.
از باشگاه‌هایی که در آن بازی کرده‌است می‌توان به باشگاه فوتبال اوئیتا ترینیتا اشاره کرد.